# Gneo Acerronio Proculo
Gneo Acerronio Proculo (latino: Gnaeus Acerronius Proculus; fl. I secolo a.C.) è stato un politico e console romano.

## Biografia
Proculo fu console nel 37, l'anno in cui morì Tiberio e Caligola diventò imperatore Fu probabilmente un discendente del Gneo Acerronio che Cicerone cita nella sua orazione Pro Marco Tullio come vi optimus. Fu probabilmente il padre di Acerronia Polla, amica di Agrippina minore, fatta uccidere da Nerone nel 59.